# Dżammu i Kaszmir (region)

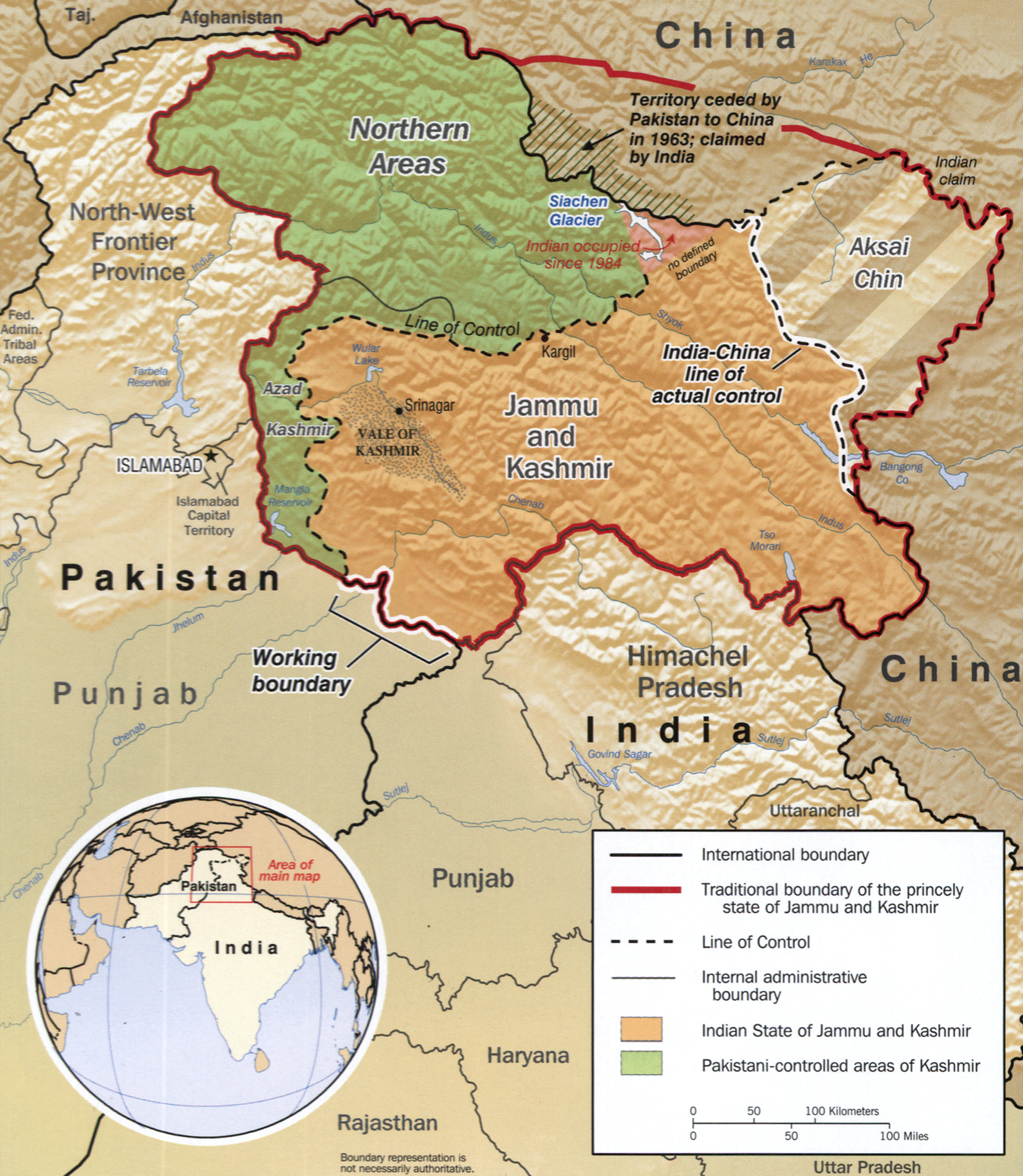
Mapa Dżammu i Kaszmiru. Na zielono zaznaczono obszar kontrolowany przez Pakistan, pomarańczowym kolorem objęte są tereny należące do Indii, natomiast region Aksai Chin okupowany jest przez siły chińskie.

Dżammu i Kaszmir – region leżący na pograniczu północnych Indii, Pakistanu oraz Chin. Obejmuje tereny górskie południowo-wschodniej części Karakorum, Kotlinę Kaszmirską oraz doliny rzek Indus i Ćenab, leżące w zachodnim krańcu masywu Himalajskiego.
Geograficznie i historycznie składa się z 4 regionów:
- Kaszmir
- Dżammu
- Ladakh
- Gilgit-Baltistan (do 2009 noszącego nazwę Obszary Północne)

Dziś region podzielony jest na 3 strefy wpływów:
- pakistańską, obejmującą Gilgit-Baltistan (72 496 km²) i Azad Dżammu i Kaszmir (zachodnią część Kaszmiru, 13 350 km²)
- indyjską (łącznie 101 387 km²), obejmującą Dżammu, Kotlinę Kaszmirską (wschodnia część Kaszmiru) i Ladakh
- strefę kontrolowaną przez ChRL, obejmującą północno-wschodnią część Ladakhu (tzw. Aksai Chin – 38 000 km²) i północno-wschodnią część Gilgitu-Baltistanu (Dolinę Shaksgam – 5180 km²)

Oficjalnie Indie nigdy nie potwierdziły podziału Kaszmiru, zaś strona pakistańska uznaje Kaszmir za terytorium sporne.
Kotlina Kaszmirska ma ok. 7200 km² powierzchni i rozciąga się 1700 m nad poziomem morza. Pełniła ona bardzo ważną funkcję w historii starożytnych Indii, przez pewien czas była centrum kultury sanskrytu. Kaszmirska literatura, rzeźba, muzyka, taniec i architektura wyraźnie wpłynęły na obecny kształt azjatyckiego dziedzictwa kulturowego.

## Ludność
| Roszczenia                             | Powierzchnia       | Ludność    | % muzułmanów | % hinduistów | % buddystów | % innych |
| -------------------------------------- | ------------------ | ---------- | ------------ | ------------ | ----------- | -------- |
| Pakistan                               | Gilgit-Baltistan   | ~3 000 000 | 99%          | –            | –           | –        |
|                                        | Azad Kashmir       |            | 99%          | –            | –           | –        |
| Indie                                  | Dżammu             | ~7 000 000 | 30%          | 66%          | –           | 4%       |
|                                        | Ladakh             |            | 46%          | –            | 50%         | 3%       |
|                                        | Kotlina Kaszmirska | ~5 000 000 | 95%          | 4%           | –           | –        |
| Chiny                                  | Aksai Chin         | –          | –            | –            | –           | –        |
| Dane na podstawie raportu BBC In Depth |                    |            |              |              |             |          |

## Historia podziału

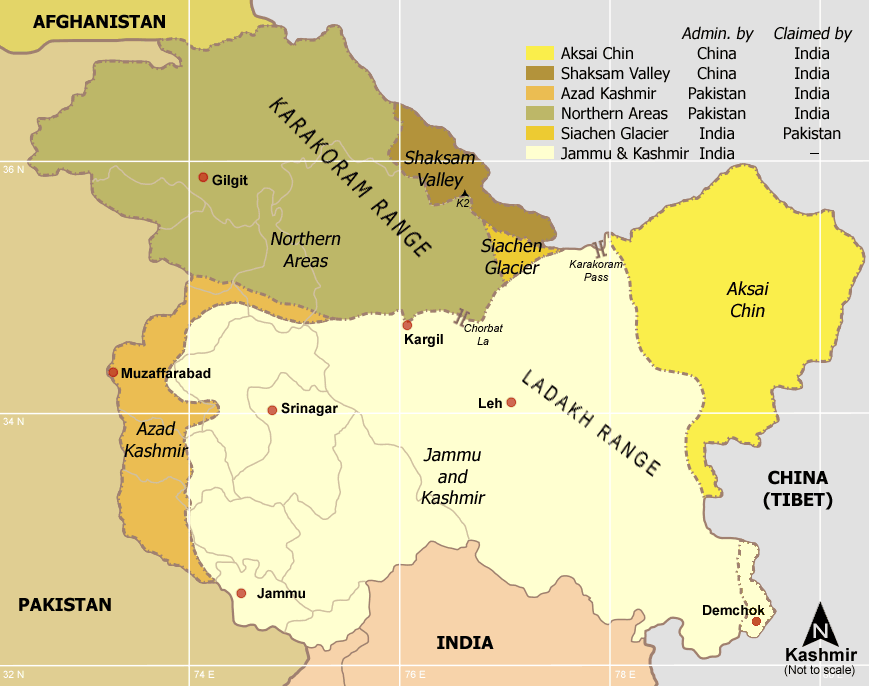
Mapa Dżammu i Kaszmiru z aktualnym podziałem politycznym

W sierpniu 1947 roku Indie zdobyły niepodległość wyzwalając się z kolonii Imperium brytyjskiego. Pod wyraźnym naciskiem Ligi Muzułmańskiej zdecydowano o utworzeniu nie jednego, lecz dwóch krajów: Indii i Pakistanu. Ruch na rzecz utworzenia Pakistanu był wspierany przez wielu ludzi kultury (np. przez poetę Choudrę Alego, któremu przypisuje się utworzenie nazwy Pakistan – miała ona oznaczać kraj ludzi czystego ducha), więc – aby uniknąć zamieszek na tle religijno-etnicznym – lord Louis Mountbatten, ostatni wicekról Indii, będący zarazem autorem planu utworzenia nowego państwa, ustanowił utworzenie dwóch krajów. Gdy zakreślono wstępne granice obu państw, zdecydowano, że niektóre półautonomiczne regiony będą mogły zadecydować same o swoim losie, przy czym forma podjęcia decyzji nie była określona, choć arena międzynarodowa sugerowała, że powinny to być plebiscyty.
Najdłużej decyzję podejmowały 3 księstwa: Hajdarabad, Dżanagadh oraz Dżammu i Kaszmir. Pierwsze księstwo - którego władca był muzułmaninem, zaś większość populacji wyznania hinduskiego - zostało zbrojnie podbite przez Indie. Podobnie sytuacja wyglądała w Dżanagadh: ludność była głównie złożona z hinduistów, zaś sfery rządzące wyznawały islam. Tu też sprawa była dość oczywista, więc ponownie Indie zajęły to księstwo. Po przyłączeniu się obu księstw do Indii, Pakistan bardzo żywo zareagował na arenie międzynarodowej, lecz na jego protesty nie było większego odzewu. Odwrotną sytuację przedstawiał Kaszmir: tu władca był maharadżą, wyznawcą hinduizmu, zaś większa część ludności była muzułmańska. Hari Singh, maharadża rządzący w tym czasie Kaszmirem, zwlekał z decyzją, licząc prawdopodobnie na uzyskanie niepodległości, a przynajmniej częściowej autonomii. Gdy północną granicę Kaszmiru przekroczyły uzbrojone plemiona pasztuńskie, maharadża uznał to za inwazję i zgłosił się o pomoc do Indii. Kilka dni później, po podpisaniu aktu przyłączenia Kaszmiru do Indii, wojska indyjskie wkroczyły do księstwa. Pakistan głośno oprotestował tę akcję i do dziś nie uznał aktu przyłączenia za prawomocny.
W 1948 ONZ ustanowiła linię przerwania ognia, dzielącą Kaszmir na północną, pakistańską i południową, indyjską część. Jednym z warunków zawieszenia broni było przeprowadzenie plebiscytu wśród ludności kaszmirskiej, na co nie chciały zgodzić się Indie, ze względu na większość muzułmanów w tym regionie oraz na niewypełnienie warunków przez stronę pakistańską, polegające na nieopuszczeniu przez wojska pakistańskie Kaszmiru.
W 1962 do konfliktu dołączyło trzecie państwo, ChRL. Zaatakowało ono Indie, rozpoczynając wojnę chińsko-indyjską, której skutkiem jest do dziś okupacja regionu Aksai Chin przez Chiny. Rok później, w wyniku porozumienia, Pakistan odstąpił Chinom obszary leżące na północny wschód od gór Karakorum - Dolinę Shaksgam; kroku tego nie uznały Indie, uważające tę dolinę za część własnego kraju. 
W 1965 i 1971 wybuchły kolejne konflikty indyjsko-pakistańskie. W ich wyniku Indie odniosły znaczące zwycięstwo we wschodnim Pakistanie. W Kaszmirze wojna trwała aż do Porozumienia Simla w 1972 roku, dzięki któremu Indie oddały Pakistanowi zajęte terytorium. W 1984 roku Indie zajęły lodowiec Siachen położony strategicznie u zbiegu granic Indii, Pakistanu i Chin – jest to najwyżej na świecie położone pole bitwy (walki odbywały się na wysokości pow. 5400 m n.p.m., wojsko zapuszczało się nawet na wysokość 7000 m n.p.m.)
W chwili obecnej konflikt nabrał większego znaczenia, gdy oba państwa ogłosiły, że są posiadaczami broni atomowej.